# پامبوکوویتسا
پامبوکوویتسا صربی: Pambukovica}} یک منطقهٔ مسکونی در صربستان است که در Ub Municipality واقع شده‌است.
 پامبوکوویتسا ۲۷٫۶۹ کیلومتر مربع مساحت و ۹۸۸ نفر جمعیت دارد و ۱۵۷ متر بالاتر از سطح دریا واقع شده‌است.